# Jan Långben som golfexpert
Jan Långben som golfexpert (engelska: How to Play Golf) är en amerikansk animerad kortfilm med Långben från 1944.

## Handling
Filmens handling utgörs av en utbildningsfilm i golf med Långben i huvudrollen. Kursen, som visar hans mer eller mindre klumpiga knep, guidas av en berättarröst.

## Om filmen
Filmen hade svensk premiär den 24 september 1945 på biografen Spegeln i Stockholm.

## Rollista
- Pinto Colvig – Långben
- Fred Shields – berättare[6]